# Lenggeng
Lenggeng è una cittadina situata nello stato di Negeri Sembilan, in Malaysia.
Nel 2009, è stato tenuto un campo guida all'Excel Training Resort di Lenggeng. Esso è stato organizzato dal Concilio per l'Attività e la Ricreazione Studentesca dell'APIIT/UCTI.